# Леженко Андрій Іванович
Андрі́й Іва́нович Леже́нко (1891 , Олександрівськ, Катеринославська губернія, Російська імперія  — невідомо ) — український радянський діяч, робітник, секретар партійного комітету Запорізького заводу «Комунар». Депутат Верховної Ради УРСР 1-го скликання (1938–1947).

## Біографія
Народився 1891 року в родині робітника в місті Олександрівськ, тепер Запоріжжя, Запорізька область, Україна. У 1904 році закінчив три класи Олександрівської міської школи.
У 1905–1913 роках — учень модельника, модельник заводу Мензіса в місті Олександрівську.
У 1913–1916 роках — рядовий 12-го саперного батальйону російської армії в місті Єлисаветграді Херсонської губернії. Учасник Першої світової війни. У 1916 році через поранення повернувся до міста Олександрівська.
У травні 1917 — серпні 1920 року — модельник з деревини заводу «Робітник» у місті Олександрівську.
У вересні 1920 — серпні 1923 року — завідувач складу Олександрівської (Запорізької) районної спілки споживчих товариств.
У вересні 1923 — 1935 року — модельник Запорізького заводу «Комунар». З 1934 по 1936 рік навчався в Комуністичному університеті міста Запоріжжя.
Член ВКП(б) з 1932 року.
У 1935–1938 роках — інструктор школи фабрично-заводського навчання, контрольний майстер і організатор партійної групи інструментального цеху Запорізького заводу «Комунар».
Одночасно 7 січня — 19 лютого 1938 року — виконувач обов'язків 1-го секретаря Сталінського районного комітету КП(б)У міста Запоріжжя.
26 червня 1938 року обраний депутатом Верховної Ради УРСР 1-го скликання по Сталінській виборчій окрузі № 214 Дніпропетровської області. Член постійної комісії законодавчих передбачень Верховної Ради УРСР.
У 1938 — квітні 1940 року — секретар партійного комітету Запорізького заводу «Комунар». У квітні 1940 — серпні 1941 року — партгрупорг ЦК ВКП(б) — секретар партійного комітету Запорізького заводу «Комунар». Одночасно з 1939 по 1941 рік навчався на вечірньому відділенні Запорізького машинобудівного інституту.
У серпні 1941 року разом із заводом «Комунар» був евакуйований до Пензенської області РРФСР. У серпні 1941 — жовтні 1942 року — завідувач приміського господарства заводу № 704 на станції Бєлінській Пермської області. У листопаді 1942 — жовтні 1943 року — завідувач організаційно-інструкторського відділу Каменського районного комітету ВКП(б) Пензенської області.
15 жовтня 1943 — 15 травня 1944 року — голова виконавчого комітету Сталінської районної ради депутатів трудящих міста Запоріжжя.
У травні 1944 — грудні 1946 року — заступник голови виконавчого комітету Запорізької міської ради депутатів трудящих із державного забезпечення.
У грудні 1946 року обраний головою Запорізького обласного комітету профспілки працівників державних установ, але до виконання обов'язків не приступив через хворобу. Подальша доля невідома.

## Нагороди
- медаль «За доблесну працю у Великій Вітчизняній війні 1941—1945 рр.» (1945)